# Registrierapparat

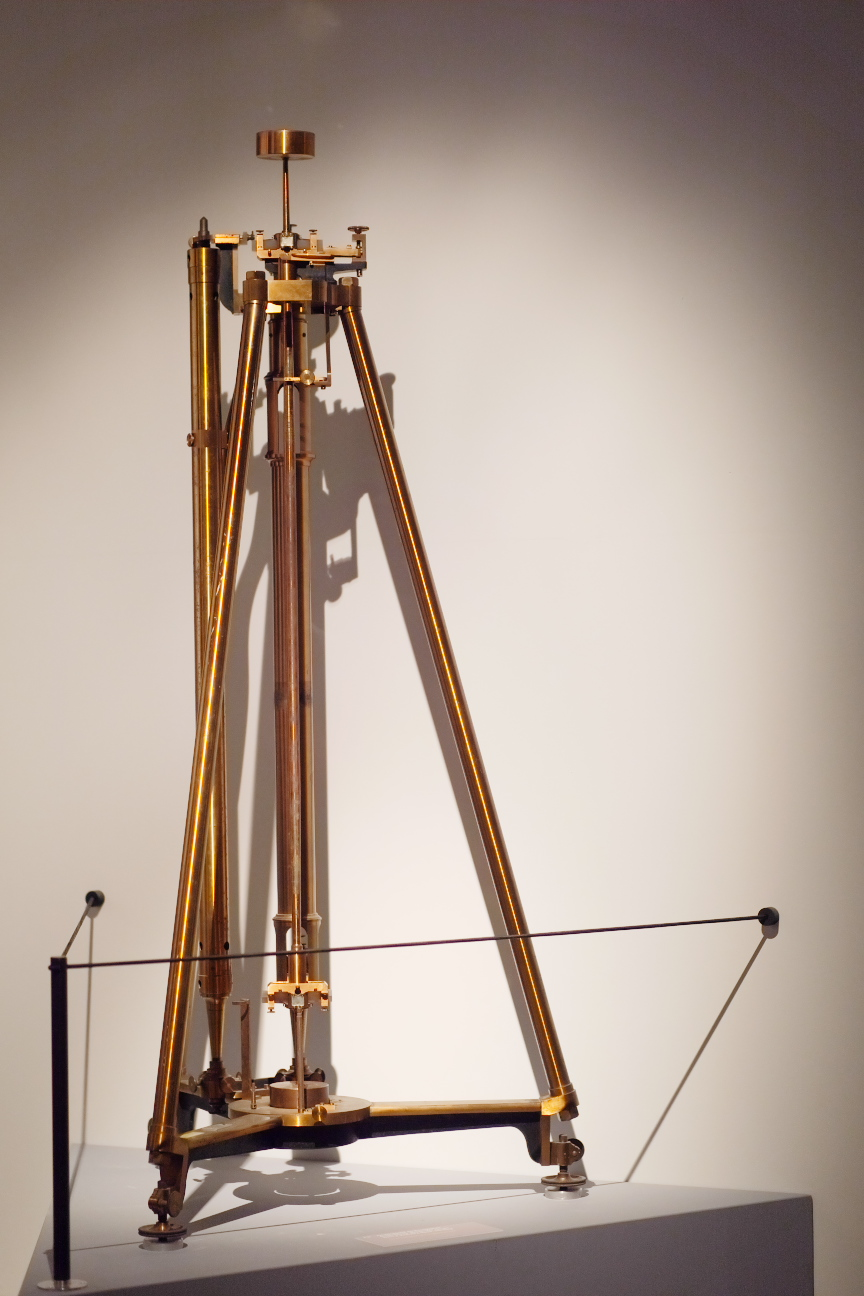
Pendelapparat mit Sekunden-Reversionspendel von Adolf Repsold aus dem Jahre 1869, GeoForschungsZentrum, Potsdam

Als Registrierapparat bezeichnete man im 19. Jahrhundert Vorrichtungen, durch die Beobachtungen von Naturerscheinungen zugleich mit den entsprechenden Beobachtungszeiten aufgezeichnet wurden.
Weit verbreitet waren die elektromagnetischen Registrierapparate, von denen als einfachstes Beispiel der Chronograph (eine elektro-magnetisch registrierende Uhr) angesehen werden kann, und durch deren Anwendung eine große Genauigkeit der astronomischen Längen- und Zeitbestimmungen erreicht wurde.
Weitere astro-geodätische Registriergeräte sind die im 19. Jahrhundert eingeführten Elektrokontakte an Pendeluhren oder der Sterneck'sche Pendelapparat zur Schweremessung.

## Elektromagnetische Registrierapparate
Mit jedem Schlag des Pendels einer astronomischen Uhr wird eine galvanische Kette geschlossen, in deren Schließungsbogen ein dem Morschen Telegrafen ähnlicher Schreibapparat eingeschaltet ist; der Stift des letzteren verzeichnet bei jedem Sekundenschlag einen Punkt auf einem durch ein Uhrwerk mit gleichförmiger Geschwindigkeit fortbewegten Papierstreifen.
Außer diesem Schreibapparat, der die einzelnen Sekunden markiert, ist noch ein zweiter ähnlicher Apparat angebracht, dessen Stift gegen den Papierstreifen gedrückt wird, sobald der Beobachter durch Niederdrücken einer Taste einen zum zweiten Apparat gehörigen galvanischen Strom schließt. 

So erhält man auf dem Papierstreifen neben der Reihe der Sekundenpunkte eine Reihe von Beobachtungspunkten. Soll z. B. der Augenblick des Meridiandurchganges eines Sterns bestimmt werden, so blickt der Beobachter durch das Mittagsrohr und legt den Finger auf die Taste, die er niederdrückt, sobald der Stern am Fadenkreuz erscheint.
Steht nun der Beobachtungspunkt zwischen zwei Sekundenpunkten, so kann mit dem Zirkel seine Entfernung von dem vorhergehenden Sekundenpunkt gemessen und danach bestimmt werden, wie viel Zehntel- und Hundertstelsekunden zu der vorhergehenden Sekunde noch hinzukommen.
Statt des Papierstreifens wird auch nach dem Vorgang von Lamont ein mit Ruß geschwärzter Metallzylinder benutzt, der durch ein Uhrwerk mit gleichförmiger Geschwindigkeit um seine horizontale Achse gedreht und zugleich, vermöge eines auf dieser Achse eingeschnittenen Schraubengewindes, in der Richtung der Achse fortgeschoben wird; die Sekundenpunkte liegen demnach auf einer um den Zylinder gewundenen flachen Schraubenlinie (vgl. Lamont, Beschreibung der an der Münchener Sternwarte verwendeten neuen Instrumente und Apparate, München 1851).

## Selbstregistrierende Apparate
Selbstregistrierende Apparate, welche die Witterungsbeobachtungen fortlaufend aufzeichnen, waren für die Meteorologie von großer Bedeutung. Aus der großen Anzahl dieser Instrumente sei der von Rudolf Fuess nach Adolf Sprungs Prinzip konstruierte Wagebarograph als Beispiel hervorgehoben.

## Fotografische Registrierapparate
Noch ein anderes Prinzip wurde bei den fotografischen Registrierapparaten benutzt, beispielsweise beim Thermographen oder beim Photopsychrographen.